# El secreto del Oráculo
El secreto del oráculo es la novena novela del escritor madrileño José Ángel Mañas, publicada por la Editorial Destino en 2007.
Se trata de una novela histórica sobre la vida de Alejandro Magno, en la que el autor se permite ciertas licencias fantásticas.
Con ella, Mañas rompe con el cliché de escritor realista para adentrarse en un género diferente.
Asimismo, trata de desmitificar la figura del joven rey y conquistador macedonio.
La editorial LCL la republicó en 2020 bajo el título 'Alejandro Magno y el secreto del Oráculo'. 

## Argumento
Alejandro el Grande, hijo de Filipo II de Macedonia, agoniza en su lecho de muerte. El caudillo que ha extendido, de victoria en victoria, la civilización europea hasta los confines del Asia, ve llegar su final y, justo en ese momento, recibe la visita de los fantasmas de aquellos que han muerto por su culpa, encabezados por su padre Filipo, con los que se ve obligado a dialogar y que le recriminan sus acciones del pasado. 
Arranca así esta novela, que relata ampliamente la invasión del Imperio persa desde el instante en el que Alejandro cruza el Helesponto (el actual estrecho de Dardanelos), en la primavera del 334 a. C., hasta el momento de su muerte en Babilonia, en el 323 a. C.
El texto refleja tanto sus momentos de grandeza, su valor y determinación en combate, y su gran capacidad como estratega, como los episodios en los que Alejandro sucumbe a su propio poder y actúa dejándose llevar por sus más bajos instintos y pasiones.
Se trata de una recreación de la vida de Alejandro Magno centrada en su relación con sus esposas (Olimpia y Cleopatra), su padre Filipo, su maestro Aristóteles...